# Domenico Bossi
Giovanni Domenico Bossi, född 28 juli 1767 i Trieste, död 7 november 1853 i München, var en italiensk miniatyrmålare.
Bossi erhöll sin utbildning i Venedig och vistades från 1789 i främmande länder, till en början i Tyskland och Ryssland. År 1796 befann han sig i Sankt Petersburg, och därifrån kom han till Stockholm, där han vistades 1797–1801. Även åren 1805–1811 tycks han ha vistats i Sverige. År 1812 målade han ett berömt porträtt av Gustaf Mauritz Armfelt, som då befann sig i Finland eller Ryssland, därefter for han vidare till Venedig, och 1818–1824 vistades han i Wien. Bossi blev 1824 svensk hovmålare. Han var senare verksam i Hamburg, och från 1841 i München, där han avled.
Bossi blev mycket uppskattad i Sverige, och var den som införde empirstilen inom måleriet, och många svenska konstnärer försökte kopiera hans stil. Bossi är rikt representerad på Nationalmuseum  och Göteborgs konstmuseum.

## Verk

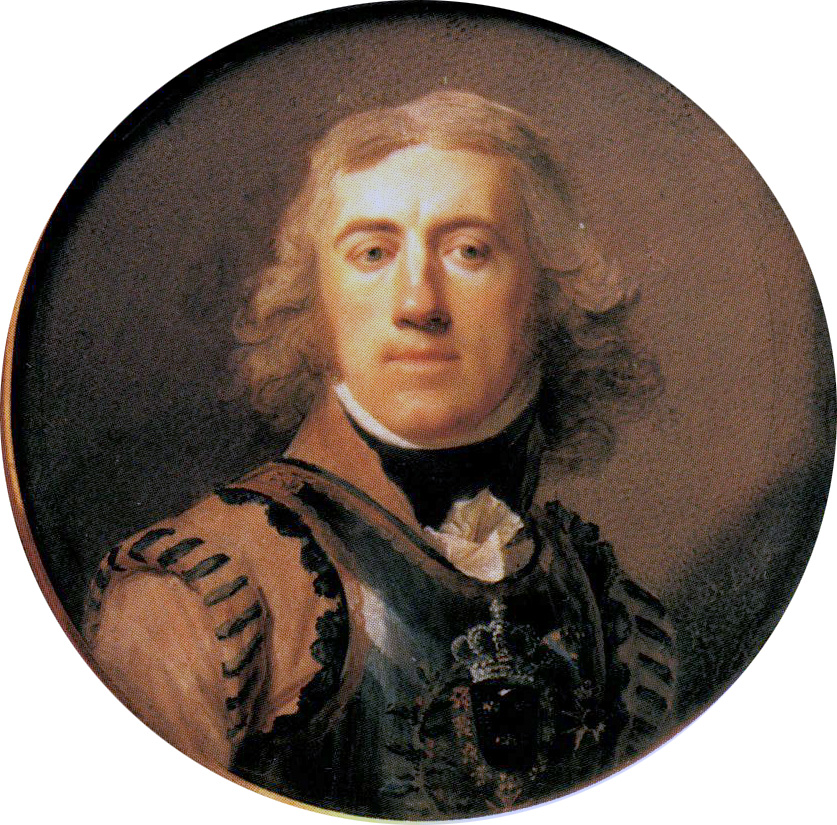
Hampus Mörner. Miniatyrmålning utförd 1796.